# Ina West
Ina West (właśc. Izabela Wróblewska) – polska wokalistka, producentka muzyczna, multiinstrumentalistka wykonująca muzykę elektroniczną z elementami folku i jazzu.

## Życiorys

### Wykształcenie
Ukończyła studia I stopnia na kierunku muzykologia na Wydziale Historycznym Uniwersytetu Warszawskiego, oraz studia II stopnia na kierunku filologia polska na Wydziale Polonistyki Uniwersytetu Warszawskiego. W latach 2011–2012 studiowała na Wydziale Językoznawstwa na Uniwersytecie Lublańskim.
Edukację muzyczną rozpoczęła w 1998 roku w klasie fortepianu w Państwowej Szkole Muzycznej I i II st. im. Fryderyka Chopina w Olsztynie, następnie kontynuowała naukę na Wydziale Rytmiki do roku 2003. Ukończyła również klasę wokalu w Autorskiej Szkole Muzyki Rozrywkowej i Jazzu I i II st. im. Krzysztofa Komedy w Warszawie.

### Twórczość

#### Julia Marcell
W latach 2010–2012 grała na klawiszach w zespole Julii Marcell, z której składem koncertowym występowała m.in. na Heineken Opener Festival czy Haldern Pop Festival. Uczestniczyła w nagraniach do płyty June, gdzie pojawia się jako drugi głos i klawiszowiec.

#### Cosovel
W 2013 rozpoczęła swój solowy projekt muzyczny – Cosovel, w którym wykorzystywała teksty słoweńskiego poety, Srečko Kosovela. W 2014 wydała EP zawierającą trzy utwory, a w styczniu 2015 – album długogrający pod nazwą Cosovel, dystrybuowany przez Fonografikę. W nagraniach albumu uczestniczyli m.in. Jose Manuel Alban Juarez (perkusja), Aleks Polak (gitara basowa, gitara elektryczna, ukulele), Mikis Cupas (miks), Sidney Polak (realizacja dźwięku) i Maciej Majchrzak (realizacja dźwięku). W 2014 nagrodzona w kategorii muzyka podczas Festiwalu FAMA w Świnoujściu.
W składzie koncertowym zespołu, oprócz Jose Manuela Albana Juareza (d. Maanam, obecnie perkusista w zespole Łona, Weber & The Pimps) i Aleksa Polaka (drugi głos i samplery w zespole Sidneya Polaka), pojawiały się także inne osoby, m.in. Wiktoria Jakubowska (perkusistka występująca m.in. w składzie koncertowym Pauliny Przybysz) oraz Magdalena Laskowska (skrzypaczka występująca m.in. w składzie koncertowym Dawid Podsiadło). Jako Cosovel występowała na licznych festiwalach w Polsce (Orange Warsaw Festival, Tauron Nowa Muzyka, Spring Break Festival), jak i za granicą (Reeperbahn Festival w Hamburgu, The Great Escape Festival w Brighton, MENT w Lublanie, Fantoche Festival w Baden, Waves Bratislava w Bratysławie, Zandari Festal w Seulu). Zespół występował m.in. przed T.Love, Julią Marcell oraz Fisz Emade.

#### Piotr Rogucki
W 2015 współtworzyła utwór „Płyń” z płyty J.P. Śliwa Piotra Roguckiego.

#### Ten Typ Mes
W 2018 została członkinią składu koncertowego Ten Typ Mes, gdzie gra na klawiszach, gitarze basowej oraz śpiewa w chórkach.

#### Ina West
W 2018 wyróżniona tytułem laureatki Festiwalu FAMA w Świnoujściu. W 2019 wydała drugi solowy album („Girls”) pod zmienionym pseudonimem – jako Ina West, gromadząc środki niezbędne do wydania albumu poprzez portal crowdfundingowy. W akcję zaangażowali się m.in. Maffashion, Justyna Święs i Kuba Karaś, Patrick The Pan. Dystrybutorem płyty została Agora S.A. Wydawnictwo spotkało się z pozytywnymi reakcjami ze strony krytyków muzycznych. W nowym składzie koncertowym pojawił się Jakob Kiersch, perkusista zespołu Alphaville. W 2019 Ina West występowała jako support zespołu Alphaville podczas ich trasy koncertowej w Niemczech.
Jest autorką muzyki do spektaklu „Sprawa. Dzieje się dziś” dla Teatru Polskiego w Bydgoszczy w reżyserii Martyny Majewskiej, którą wykonywała na żywo podczas spektakli do marca 2019.